# Arabauschtschyna
Arabauschtschyna (belarussisch Арабаўшчына; russisch Арабовщина) ist ein Dorf in Passawet Haradsischtscha, Rajon Baranawitschy, Breszkaja Woblasz, Belarus.
In Arabauschtschyna steht das Denkmal des ersten Helden von Belarus Uladsimir Karwat. Als seine Su-27 am 23. Mai 1996 plötzlich Feuer fing, befand sich die Maschine in einer Höhe von etwa 800 Metern über den dichtbesiedelten Dörfern Arabauschtschyna und Wjalikaje Hazischtscha. Der Pilot hatte die Möglichkeit, sich mit dem Schleudersitz zu retten, Karwat jedoch versuchte, sein Strahlflugzeug möglichst weit vom Wohngebiet weg zu bringen und ließ den brennenden Jet erst hinter den Dörfern zerschellen. Beim Absturz kam der Pilot ums Leben. Das Denkmal – der in die Erde gesetzte Rumpf eines Flugzeugs – steht vor dem Kulturhaus im Zentrum von Arabauschtschyna.